# The Feeling of Falling Upwards
The Feeling of Falling Upwards (Live from the Royal Albert Hall) es el tercer álbum en directo del grupo australiano de pop-rock 5 Seconds of Summer. El álbum fue lanzado digitalmente el 14 de abril de 2023 y consta de 17 temas grabados en el Royal Albert Hall de Londres en septiembre de 2022.

## Antecedentes
El álbum se grabó junto a una orquesta de cuerda de 12 músicos y un coro gospel de 12 miembros durante un concierto especial de una sola noche el 22 de septiembre de 2022. La actuación se retransmitió en directo un día antes del lanzamiento del quinto álbum de estudio de la banda, 5SOS5.
Durante la actuación, el vocalista y baterista Ashton Irwin dijo "The Feeling of Falling Upwards simplemente pretende describirte la sensación que hemos experimentado juntos, la sensación de dar un salto de fe en algo tan voluble como la música y compartir esta experiencia juntos año tras año, temporada tras temporada de nuestras vidas. "
El álbum se publicó digitalmente el 14 de abril de 2023 y su lanzamiento físico estaba previsto para el 14 de julio de 2023.

## Lista de canciones
Todas las canciones escritas y compuestas por 5 Seconds of Summer. 
| The Feeling Of Falling Upwards Live From The Royal Albert Hall |                                                            |          |  |
| N.º                                                            | Título                                                     | Duración |  |
| 1.                                                             | «OVERTURE» (Live From The Royal Albert Hall)               | 1:12     |  |
| 2.                                                             | «COMPLETE MESS» (Live From The Royal Albert Hall)          | 3:51     |  |
| 3.                                                             | «CAROUSEL» (Live From The Royal Albert Hall)               | 4:02     |  |
| 4.                                                             | «Me, Myself & I» (Live From The Royal Albert Hall)         | 4:37     |  |
| 5.                                                             | «She Looks So Perfect» (Live From The Royal Albert Hall)   | 3:13     |  |
| 6.                                                             | «Amnesia» (Live From The Royal Albert Hall)                | 4:15     |  |
| 7.                                                             | «Lie To Me» (Live From The Royal Albert Hall)              | 2:45     |  |
| 8.                                                             | «Caramel» (Live From The Royal Albert Hall)                | 3:07     |  |
| 9.                                                             | «Outer Space / Carry On» (Live From The Royal Albert Hall) | 7:05     |  |
| 10.                                                            | «Youngblood» (Live From The Royal Albert Hall)             | 3:55     |  |
| 11.                                                            | «Red Desert» (Live From The Royal Albert Hall)             | 2:28     |  |
| 12.                                                            | «Jet Black Heart» (Live From The Royal Albert Hall)        | 4:49     |  |
| 13.                                                            | «Older» (con Sierra Deaton)                                | 3:41     |  |
| 14.                                                            | «Take My Hand» (Live From The Royal Albert Hall)           | 5:11     |  |
| 15.                                                            | «Teeth» (Live From The Royal Albert Hall)                  | 3:39     |  |
| 16.                                                            | «Ghost Of You» (Live From The Royal Albert Hall)           | 6:38     |  |
| 17.                                                            | «Bad Omens» (Live From The Royal Albert Hall)              | 4:50     |  |
| 65:98                                                          |                                                            |          |  |

## Recepción Crítica
Amrit Virdi de Clash escribió: "Enmarcado como un viaje musical a través de sus 12 años de discografía, la excelente producción e instrumentación realmente te hace sentir como si estuvieras en el viaje con ellos y enfatiza cómo es completamente diferente a cualquier cosa que hayan hecho antes". Y añade: "Lo que lo hace tan único en comparación con otros álbumes en directo de la banda es la impecable incorporación del House Gospel Choir y el conjunto de cuerdas de 12 músicos". Virdi concluye su crítica diciendo: "5 Seconds Of Summer pueden decir con firmeza que han llegado lejos en su viaje musical y que están lejos de los directos poperos que ofrecían en 2014, creciendo hasta convertirse en un talentoso cuarteto. Si la banda vuelve a hacer directos orquestales, yo estaré allí en primera fila".

## Historial de lanzamiento
| País      | Fecha               | Formatos                    | Discográfica | Catálogo  | Reference |
| --------- | ------------------- | --------------------------- | ------------ | --------- | --------- |
| Varios    | 14 de abril de 2023 | Streaming, descarga digital | BMG          |           |           |
| Australia | 14 de julio de 2023 | CD                          | BMG          | 538901222 | [ 3 ]     |
| Australia | 14 de julio de 2023 | LP                          | BMG          | 538901231 | [ 4 ]     |

## Charts
| Charts (2023)                       | Posición |
| ----------------------------------- | -------- |
| Australia (ARIA)                    | 34       |
| Polonia (ZPAV)                      | 49       |
| Escocia (Scottish Albums Chart)     | 11       |
| Reino Unido (UK Independent Albums) | 8        |